# Ознобишин, Дмитрий Петрович
Дми́трий Петро́вич Озноби́шин (крещён 21 сентября (3 октября) 1804, село Троицкое Карсунского уезда (ныне — Инзенский район) Симбирской губернии — 2 (14) августа 1877, Кисловодск) — русский поэт, писатель, краевед, переводчик.

## Биография
Родился в поместье отца — селе Троицком; семья Ознобишиных известна с XIV века. Дед писателя, переводчик Никанор Ознобишин; отец — Пётр Никанорович Ознобишин (18.12.1766—1813), отставной секунд-майор, во время службы в Астрахани в 1798 году женился на Александре Ивановне Варваци (1783—?), дочери состоятельного грека И. А. Варваци. Иван Андреевич был человеком просвещённым, он дружил с директором Астраханского главного народного училища Дмитрием Агафи, собиравшим в своём доме видных деятелей культуры Астрахани.
Ещё в детстве Дмитрий лишился отца и матери и воспитывался в Петербурге у дальних родственников, в семье А. В. Казадаева. С 1819 года учился в Москве в Университетском благородном пансионе. Именно там зародился интерес Ознобишина к литературе и переводам, так как изучению иностранных языков в пансионе уделялось большое внимание. Наряду с древними языками (латынью и греческим), студент овладел французским, немецким, английским, итальянским, шведским языками, а по окончании учёбы обратился к арабскому и персидскому языкам.
В пансионе Ознобишин вместе с однокашниками С. П. Шевырёвым и Э. П. Перцовым Ознобишин создаёт «Литературное общество», получившее поддержку надзирателя пансиона Ивана Ивановича Палехова, директора пансиона А. А. Прокоповича-Антонского и профессора русской словесности И. И. Давыдова. Они также способствовали изданию альманаха «Каллиопа», в котором в 1820 году Ознобишин поместил одно из своих первых литературных произведений — перевод с французского стихотворения «Трубадур», без ссылки на автора исходного произведения.
В 1821 году в «Вестнике Европы» было опубликовано его стихотворение «Старец». В 1823 году Ознобишин закончил пансион с серебряной медалью.
Он продолжил переводческую деятельность, обратившись к элегиям Парни (1753—1814). Его переводы имели успех, о чём свидетельствует письмо А. А. Бестужева к П. А. Вяземскому от 15 апреля 1823 г.: «Ещё пощупайте молодого стихотворца, едва у Вас известного, — это Ознобишин. У меня есть две его прелегкие штучки из Парни. Внимание Ваше ободрит его, да и мы уверимся, можно ли от него чего-нибудь дождаться».
В то же время он знакомится с С. Е. Раичем и в 1822 году становится членом его литературного кружка «Общество друзей», в котором большей частью участвовали выпускники Московского благородного пансиона. «Поэтов кружка Раича объединяло стремление скорректировать свое творчество (особенно переводное) с новыми, романтическими тенденциями в русской литературе, открыть для русского читателя замечательные творения других народов, выработать переводческие принципы», — отмечал А. Н. Гиривенко.
В 1820-х годах поэт серьёзно заинтересовался восточными языками (персидским, арабским, санскритом), начал публиковать переводы с восточных языков; составил первый персидско-русский словарь. Как правило, работы на восточную тематику он подписывал псевдонимом «Делибюрадер» (видоизменённое персидское «Дел-е берадар» — «сердце брата»). На эту работу Ознобишина вдохновил Раич, выступавший за «опоэзение» русского языка новыми темами. «Что ваш Восток? Дышите, дышите им — он ваша слава, ваша жизнь в полном значении этого слова», — писал он Дмитрию Петровичу 17 июня 1826 года.
Восточные изыскания Ознобишина поддержал московский профессор А. В. Болдырев (1780—1842), собравший под своим крылом энтузиастов из студентов и вольнослушателей Московского университета. Источником ряда переводов Ознобишина стали персидская и арабская «Христоматии» А. В. Болдырева.
В августе 1824 года Ознобишин поступил на службу в Московский почтамт, где до 1828 года занимался цензурой французских повременных изданий.
Вместе с Раичем Ознобишин в 1827 году издаёт альманах «Северная лира» для публикации оригинальных и переводных произведений литературы Западной Европы и народов Востока. Д. П. Ознобишин переводил стихотворения Байрона, Томаса Мура, Гюго, Беранже, а также отрывки поэм Низами. В его собственных стихах часто встречаются восточные мотивы; Ознобишина интересуют исторические и эпические сюжеты («Аттила», «Фивский царь», «Вазантазена»). В сохранившихся черновиках А. С. Пушкина о «Северной лире» говорится, что Ознобишину «не должно было бы… переводить Андрея Шенье»: Александр Сергеевич считал, что «никто более меня не уважает, не любит этого поэта».
Известны переводы Ознобишина с испанского, польского, сербского, эстонского, литовского, чувашского оригиналов, что выгодно отличало его от других коллег, имевших дело с текстами-посредниками.
Молодой поэт становится членом «Общества любителей российской словесности» при Московском университете, организованного при участии знаменитого литератора, знатока греческой и римской поэзии А. Ф. Мерзлякова.
В 1825 году «за литературные труды» он получил благоволение от императрицы Елизаветы Алексеевны, а в 1827 году — от императрицы Александры Фёдоровны.
Под его редакцией вышли № 7 и № 8 журнала «Русский зритель».
В 1833 году Ознобишин стал почётным попечителем Карсунского уездного училища, в 1838—1841 и в 1844—1847 годах — Симбирской гимназии. Являлся членом Симбирского губернского статистического комитета, членом Симбирского губернского по крестьянским делам присутствия, членом Симбирского губернского училищного совета, почётным мировым судьёй по Карсунскому уезду и гласным Симбирского губернского собрания от того же уезда. В 1875 году получил чин действительного статского советника. Много путешествовал по России, интересовался фольклором поволжских народов, владел чувашским и мордовским языками.
В 1835 году Дмитрий Петрович Ознобишин написал стихотворение «Чудная бандура», более известное как песня «По Дону гуляет казак молодой» . Стихотворение было напечатано в 1836 году в историко-литературном журнале «Московский наблюдатель». Стилизованная казачья песня Ознобишина является вольным переводом шведской народной баллады «Сила арфы».

## Чудная бандура
Гуляет по Дону казак молодой;

Льёт слёзы девица над быстрой рекой.

«О чём ты льёшь слёзы из карих очей? 

О добром коне ли, о сбруе ль моей?

О том ли грустишь ты, что, крепко любя,

Я, милая сердцу, просватал тебя?»

«Не жаль мне ни сбруи, не жаль мне коня! 

С тобой обручили охотой меня!»

«Родной ли, отца ли, сестёр тебе жаль? 

Иль милого брата? Пугает ли даль?»

«С отцом и родимой мне век не пробыть; 

С тобой и далече мне весело жить!

Грущу я, что скоро мой локон златой

Дон быстрый покроет холодной волной.

Когда я ребёнком беспечным была,

Смеясь, мою руку цыганка взяла

И, пристально глядя, тряся головой,

Сказала: «Утонешь в день свадебный свой!»

«Не верь ей, друг милый, я выстрою мост, 

Чугунный и длинный, хоть в тысячу вёрст;

Поедешь к венцу ты — я конников дам;

Вперёд будет двадцать и сто по бокам».

Вот двинулся поезд. Все конники в ряд.

Чугунные плиты гудят и звенят;

Но конь под невестой, споткнувшись, упал,

И Дон её принял в клубящийся вал…

«Скорее бандуру звончатую мне! 

Размыкаю горе на быстрой волне!»

Лад первый он тихо и робко берёт…

Хохочет русалка сквозь пенистых вод.

Но в струны смелее ударил он раз…

Вдруг брызнули слёзы русалки из глаз,

И молит: «Златым не касайся струнам,

Невесту младую назад я отдам.

Хотели казачку назвать мы сестрой

За карие очи, за локон златой».

## Память
- В Инзе, на родине поэта, с 2000 г. проходят ежегодные Ознобишинские чтения, в которых принимают участие учёные из Москвы, Казани, Пензы, Самары, Санкт-Петербурга, Ульяновска и других научных центров России. Имя поэта носит одна из улиц г. Инзы, где в 2007 г. был установлен памятник Д. П. Ознобишину. В Ульяновской областной научной библиотеке хранятся книги из библиотеки Ознобишина[14].
- В мае 2003 г. в Ульяновске на доме № 3 в переулке Комсомольском установлена мемориальная доска, свидетельствующая о том, что этот дом принадлежал поэту, языковеду и общественному деятелю Дмитрию Петровичу Ознобишину[14]. Текст: «Дом поэта Дмитрия Петровича Ознобишина (1804—1877). Построен в конце 1840-х гг.»[15]
- В 2004 году Министерство связи России выпустило ХМК — «г. Инза. Ульяновская область. 15—17 октября 2004 г. Межрегиональная филателистическая выставка „Поэт и полиглот“. Посвящается 200-летию русского поэта, лингвиста и переводчика Д. П. Ознобишина», со спецгашением[16].